# Acrogonia tridentata
Acrogonia tridentata är en insektsart som beskrevs av Young 1968. Acrogonia tridentata ingår i släktet Acrogonia och familjen dvärgstritar. Inga underarter finns listade i Catalogue of Life.